# Rhigioglossa namibiensis
Rhigioglossa namibiensis är en tvåvingeart som beskrevs av Chainey 1987. Rhigioglossa namibiensis ingår i släktet Rhigioglossa och familjen bromsar.
Artens utbredningsområde är Namibia. Inga underarter finns listade i Catalogue of Life.